# Willem Jan Dirk van Iterson
Willem Jan Dirk van Iterson (Weesp, 13 maart 1838 – Leiden, 18 juli 1897), was een landbouwkundige, die onder andere als leraar en onderdirecteur werkzaam was aan de landhuishoudkundige school te Haren, en was daarnaast ook directeur van de stadsreiniging te Groningen. Ook was Van Iterson  medeverantwoordelijk voor publicaties als: Schets van de landhuishouding der Meijerij (1868), Proeve eener opgave van bouwstoffen voor eene geschiedenis en statistiek van den Nederlandschen landbouw (1874) en het uit drie delen bestaande Algemeene aardrijkskundige bibliographie van Nederland (1888-1889).